# Romoland (California)
Romoland es un lugar designado por el censo (en inglés, census-designated place, CDP) ubicado en el condado de Riverside, California, Estados Unidos. Según el censo de 2020, tiene una población de 2005 habitantes.

## Geografía
La localidad está ubicada en las coordenadas 33°44′53″N 117°9′26″O / 33.74806, -117.15722 (33.764806, -117.157107).  Según la Oficina del Censo, tiene un área total de 6.89 km², correspondientes en su totalidad a tierra firme.

## Demografía
Según el censo de 2000, los ingresos medios por hogar en la localidad eran de $33,523 y los ingresos medios por familia eran de $37,574. Los hombres tenían unos ingresos medios de $23,850 frente a los $18,971 para las mujeres. La renta per cápita para la localidad era de $12,932. Alrededor del 25.9% de la población estaba por debajo del umbral de pobreza.
De acuerdo con la estimación 2015-2019 de la Oficina del Censo, los ingresos medios por hogar en la localidad son de $54,167 y los ingresos medios por familia son de $58,015. Alrededor del 22.9% de la población está por debajo del umbral de pobreza.
Según el censo de 2020, el 37.46% de la población son blancos, el 4.84% son afroamericanos, el 1.95% son amerindios, el 3.54% son asiáticos, el 0.40% son isleños del Pacífico, el 34.01% son de otras razas y el 17,81% son de una mezcla de razas. Del total de la población, el 58.50% son hispanos o latinos de cualquier raza.